# Apogon taeniophorus
Apogon taeniophorus es una especie de pez de la familia de los apogónidos en el orden de los perciformes.

## Morfología
Los machos pueden llegar a alcanzar los 11 cm de longitud total.

## Distribución geográfica
Se encuentran desde el Mar Rojo hasta Sudáfrica, el sur del Japón, Nueva Gales del Sur (Australia) y la Isla de Pascua.